# Mała Prehyba
Mała Prehyba (1155 m) – szczyt w Beskidzie Sądeckim, w Paśmie Radziejowej. Znajduje się w głównym grzbiecie tego pasma, pomiędzy Prehybą a Skałką. Jest bezleśny, znajduje się w zachodniej części polany Prehyba. Na szczycie Małej Prehyby zamontowano RTON Przehyba, a po wschodniej stronie szczytu znajduje się Schronisko PTTK na Przehybie.
Szczyt należy do listy szczytów wymaganych do uzyskania odznaki PTTK Korona Beskidu Sądeckiego.
Na Małej Prehybie graniczą z sobą trzy miejscowości: Szczawnica i Szlachtowa w powiecie nowotarskim oraz Gaboń w powiecie nowosądeckim. Mała Prehyba ma dwa wierzchołki położone w odległości około 400 m od siebie. Niższy północno-zachodni (1150 m) jest zwornikiem dla krótkiego grzbietu północnego ze szczytem Wyżne. Grzbiet ten oddziela potok Jaworzynka od jego bezimiennego dopływu. Wyższy szczyt południowo-wschodni (1155 m) jest zwornikiem dla dłuższego grzbietu południowo-zachodniego, niżej zakręcającego na zachód. Są w nim kolejno szczyty Hala, Czeremcha, Roztoka i Czeremcha Zachodnia.

## Szlaki turystyczne
Główny Szlak Beskidzki na odcinku z Rytra do Krościenka.
 Szczawnica – Gabańka – Przehyba – Jazowsko